# Prinobius myardi
Prinobius myardi је врста тврдокрилца (Coleoptera), из породице стрижибуба (Cerambycidae). Сврстана је у потпородицу Prioninae.

## Распрострањеност и станиште
Prinobius myardi је врста која претежно насељава листопадне шуме. Распрострањена је у области Медитерана, Крима, Кавказа и Ирана. У Србији је ова врста забележена у долини реке Пчиње.

## Опис
Тело је црвенкастобраон или тамнобраон боје, а грудни сегменти поседују трнове са страна. Ови трнови су код женки спуштенени према напред, док је грудни сегмент са паралелним странама и две плитке јамице, локализоване у средишњем делу. Антене су краће у односу на друге стрижибубе, кратке су или средње дужине. Тело је дужине од 30-50 mm.

## Биологија
Ларве се развијају у влажном и трулом листопадном и четинарском дрвећу, и у стајаћим и у обореним стаблима, различитих врста дрвећа, попут храста, јавора, јасена, врбе, платана, дуда, крушке, маслине, бора и кедра. Развиће ларве траје већи број година, што није неуобичајено за врсте ове потпородице. Одрасле јединке су активне током ноћи и сумрака, док се преко дана скривају.

## Галерија
- одрасла јединка
- одрасла јединка

## Статус заштите
Врста се налази на Европској црвеној листи сапроксилних тврдокрилаца.

## Синоними
- Prinobius germari (Dejean)
- Macrotoma germari (Dejean) Chevrolat, 1859
- Prionus scutellaris Germar, 1817 nec Olivier, 1795
- Macrotoma scutellaris (Germar)
- Prinobius scutellaris (Germar) Mulsant, 1842
- Prionus germari Dejean, 1837 (nomen nudum)